# Кылты
Кылты (каз. Қылты) — село в Сузакском районе Туркестанской области Казахстана. Входит в состав Тастинского сельского округа. Код КАТО — 515653200.

## Население
В 1999 году население села составляло 136 человек (74 мужчины и 62 женщины). По данным переписи 2009 года, в селе проживали 223 человека (119 мужчин и 104 женщины).